# Палаццо Флангини
Палаццо Флангини (итал. Palazzo Flangini) — один из дворцов Венеции, расположенный в сестиере (районе) Каннареджо. Построен в XVII веке. Выходит фасадом на Гранд-канал. Здание находится рядом с церковью Сан-Джеремия, недалеко от Палаццо Лабиа.

## История
Палаццо в стиле венецианского барокко построено в 1664—1682 годах архитектором Джузеппе Сарди, учеником Бальдассарре Лонгены. Вначале принадлежало семье Флангини кипрского происхождения, а после смерти последнего потомка, кардинала Людовико Флангини, дворец перешёл во владение семьи Панчиера.

## Архитектура
Палаццо имеет узкий и высокий фасад, в котором отчётливо заметна асимметрия. Фасад разделён по горизонтали на три яруса и имеет аттиковый полуэтаж. Первый этаж оформлен рустом, а второй и третий — полуколоннами ионического ордера. Арочные окна оформлены маскаронами, а антрвольты портала украшены скульптурными фигурами. Внутри дворец сохранил ценные архитектурные элементы вместе с драгоценными украшениями XVIII века.
Асимметрию фасада сами венецианцы объясняют различными версиями. Согласно одной, у здания не сохранилось всё правое крыло. Якобы Палаццо Флангини должно было быть почти вдвое шире. Более обоснованной является версия, согласно которой семье Флангини так и не удалось приобрести соседний дом чтобы расширить свой дворец. Известна также история, в которой говорится, что палаццо Флангини досталось по наследству двум братьям, между которыми возникли разногласия. После чего один из них разрушил причитавшуюся ему половину, назло другому. Однако эта история считается позднейшей выдумкой.